# حجر الأبيض
الحجر الأبيض هي قرية سورية وادعة تتربع على هضبة واسعة محاطة بالأشجار وروائع من لوحات اللون الأخضر وهي تجاور مدينة تلكلخ وتتبع محافظة حمص في وسط سوريا.
يوجد في قرية الحجر الأبيض مجموعة من الينابيع كنبع العين البيضاء وعين الدرزي، واعتماد القرية الأساسي على الزراعة عموماً بجانب التجارة وعدد من الصناعات التقليدية البسيطة وتتميز بشهامة رجالها والتفافهم حول بعضهم في جميع المحن ويتصف أهلها أجمعين بالكرم والنخوة.
وهي قرية جميع سكنها يتبعون دين الأسلام من الطائفة العلوية .
وكان رجالها الأكثر شجاعة في المنطقة ولهم الكلمة الأولى في جميع القرى ويخشاهم الجميع. 